# Juliette en direct
Juliette en direct est une Web-série québécoise de fiction jeunesse produite par Passez Go et diffusée à partir du 12 janvier 2011 sur le site de Télé-Québec. La série est scénarisée par Yvan De Muy, réalisée par Marie-Claude Blouin et produite par Vicky Bounadère avec la participation du Fonds indépendant de production et Télé-Québec. Le site web de Juliette en direct comporte des minis-capsules et des jeux animés par Juliette, en direct de son placard, en plus de la série destinée aux 6-8 ans.

## Distribution
- Camille Felton – Juliette
- Catherine Brunet – Jess
- Stéphane Gagnon – Louis
- Charles-Olivier Pelletier – Hubert
- Sylvie Potvin – Mamie Simone
- Francis Guilbault – Pierre-Luc

## Fiche technique
- Maison de production : Passez Go
- Producteurs exécutifs : Vicky Bounadère, Félix Tétreault, Marie-Claude Blouin
- Auteur : Yvan De Muy
- Réalisatrice : Marie-Claude Blouin
- Productrice : Vicky Bounadère
- Directeur photo : Félix Tétreault
- Directeur artistique : Marc Ricard
- Preneur de son : Claude Meunier
- Monteure : Isabelle Desmarais
- Compositeur musique originale : Samuel Laflamme

## Épisodes

### Deuxième saison (2012)
1. Une randonnée… intérieure !
2. Une signature douteuse…
3. Le record mondial !
4. Une activité fille-…sœur ?
5. Un moustique piqué au vif !
6. La grande séduction
7. La «psychologie» !
8. Le camping d'automne
9. Les grands malades
10. Bienvenue au spectacle !

## Distinctions

### Prix Numix
- Lauréat : Webtélé jeunesse (2012, 2013)[4]

### Alliance Médias Jeunesse
- Lauréat : Grand Prix d'excellence (2012)[5]

### Gémeaux
- Lauréat : Meilleure émission ou série originale produite pour les nouveaux médias : jeunesse (2011, 2012, 2013)[6]

### WebTV-Festival de La Rochelle
- Lauréat : Coup de cœur du Public (2011)[7]